# Balloon Fight
Balloon Fight (バルーンファイト Barūn Faito) ist ein von Nintendo entwickeltes Videospiel aus dem Jahre 1985. Die Arcade-Version Vs. Balloon Fight wurde ursprünglich 1984 veröffentlicht und die Version für das Nintendo Entertainment System (NES) wurde 1986 international publiziert. Die Spielmechanik ist sehr ähnlich zu der des Arcade-Spiels Joust von Williams Electronics.

## Spielprinzip und Technik
Der Spieler kontrolliert einen namenlosen Ballon-Kämpfer, welcher mit zwei Ballons am Helm ausgestattet ist. Durch die wiederholte Betätigung der A-Taste oder das Gedrückthalten der B-Taste kann die Spielfigur durch Flattern der Arme zum Aufsteigen gebracht werden. Falls ein Ballon platzen sollte, wird das Aufsteigen geschwächt und das Schweben erschwert. Wenn beide Ballons platzen, verliert der Spieler ein Leben. Ballons können durch gegnerische Ballon-Kämpfer, einen Sturz ins Wasser, einen Blitzschlag oder Kontakt mit einem großen Fisch zum Zerplatzen gebracht werden.
Es gibt zwei Spielmodi. Im ersten Modus, welcher mit einem oder zwei Spielern gespielt wird, ist es das Ziel, alle gegnerischen Ballon-Kämpfer auf dem Bildschirm zu besiegen. Der zweite Modus wird Balloon Trip genannt. In diesem Modus muss der Spieler in einem horizontalen Side-Scroller-Level den Hindernissen ausweichen und Punkte in Form von Ballons sammeln. In der originalen Arcade-Version ist der Balloon-Trip-Modus nicht enthalten. Außerdem sind in der Arcade-Version die Level in vertikaler Richtung aufgebaut und die Spielmechaniken haben kleine Unterschiede im Vergleich zur Home-Version.

### Ein- und Zweispieler-Modus
Das Ziel ist es, alle Gegner auf dem Bildschirm zu eliminieren. Dieser Modus kann alleine oder kooperativ mit einem zweiten Mitspieler gespielt werden. Jeder Spieler startet mit drei Leben. Die 3DS-Version enthält außerdem die Download-Play-Option, mit welcher man gemeinsam mit einem Freund auf zwei 3DS-Systemen spielen kann.
Die gegnerischen Ballon-Kämpfer schweben im Level herum und müssen vom Spieler durch Berührung ihrer Ballons zum Fallen gebracht werden. Die Gegner können, wie der Spieler auch, ins Wasser fallen oder von einem Fisch gefressen werden, wenn sie zu nahe an der Wasseroberfläche sind. Besiegte Gegner lassen einen durchsichtigen Ballon fallen, welcher bei Aufnahme vom Spieler Extra-Punkte gibt. Bei fortschreitendem Level erhöht sich die Anzahl der Gegner und Plattformen.
Nach jedem dritten Level erscheint ein Bonuslevel. Im Bonuslevel sind an der unteren Kante Kamine platziert, welche Ballons generieren, die in die Luft steigen und an der oberen Kante zerplatzen. Das Ziel des Spielers ist es, so viele Ballons wie möglich zu sammeln.

### Balloon Trip
Dieser Modus kann nur von einem Spieler gespielt werden. Der Spieler startet mit nur einem Leben. Ziel ist es, so viele Ballons wie möglich einzusammeln und den Blitzen auszuweichen. Dieser Modus endet, sobald der Spieler von einem Blitz getroffen wird. Am Ende wird der Highscore angezeigt.

## Portierungen, Fortsetzungen und Referenzierungen
Die Heimversion für das Nintendo Entertainment System wurde im Oktober 1985 auf den Heimcomputer NEC PC-8801 portiert. Weitere Portierungen sind eine Version für den Sharp X1 im November 1985, für den Game Boy Advance als Balloon Fight-e und für den Nintendo e-Reader in den Vereinigten Staaten. Außerdem ist Balloon Fight im Mai 2004 auch als Teil der NES Mini Series in Japan erschienen. Weiterhin kann Balloon Fight im Spiel Animal Crossing für Nintendo GameCube gespielt werden.
Nintendo veröffentlichte eine Game-&-Watch-Version, welche auf der NES-Version basiert. In dieser Version besitzt der Protagonist den Namen „Balloon Man“. Anstatt mit seinen Armen zu flattern, benutzt Balloon Man einen Raketenanzug, um sich durch die Luft zu bewegen.
Eine Fortsetzung von Balloon Fight ist das Spiel Balloon Kid. Das Videospiel kam Oktober 1990 in Nordamerika und am 31. Januar 1991 in Europa für den Game Boy auf den Markt. Balloon Kid wurde zu einem Jump ’n’ Run umgewandelt, aber behielt dennoch das gleiche Spielprinzip. In Japan wurde das Spiel nie veröffentlicht. Stattdessen wurde eine kolorierte Version mit dem Titel Hello Kitty World (herausgegeben von Character soft) für den NES und eine ebenfalls kolorierte Version mit dem Titel Ballon Fight GB für den Game Boy Color publiziert. Diese Titel waren nur in Japan verfügbar.
Im September 2001 wurde das Spiel für den Sharp Zaurus portiert.
Im Videospiel Super Smash Bros. Melee ist es möglich, die Trophäe Balloon Fighter zu erlangen. Außerdem kann man Flipper-Trophäen erhalten, welche auch als benutzbares Item im Spiel mit dem Bumper vom Super Smash Bros. ersetzt werden können. Die Balloon Fighters wurden als spielbare Charakter in der Entwicklung erwogen, jedoch entschied man sich für die Ice Climbers. Im Level Icicle Mountain kann man als alternative Musik die originale Hintergrundmusik vom Modus Balloon Trip des Spieles einstellen. Der große Fisch von Balloon Fight hat einen Cameoauftritt in Super Smash Bros. Brawl. Er erscheint in der Ice-Climber-Welt, wo der Fisch versucht, die Spieler vom Wasser aus zu attackieren. Außerdem ist eine neu gemixte Musikversion vom Balloon-Trip-Modus in diesem Level auswählbar. Des Weiteren können Sticker vom Balloon Fighter und dem Gegner aus dem Spiel Balloon Fight erlangt werden. Der Dorfbewohner aus Animal Crossing besitzt im Spiel Super Smash Bros. für Nintendo 3DS und Wii U den Helm eines Balloon Fighters und kann damit spezielle Fähigkeiten benutzen. In der 3DS-Version existiert sogar eine Stage, welche auf dem Spiel Balloon Fight basiert, inklusive den originalen 8-bit-Grafiken.
In der Spielserie WarioWare, Inc. sind manche Spiele von 9-Volt auf Balloon Fight basiert. In WarioWare: Smooth Moves existiert ein Minispiel, welches eine dreidimensionale Version von Balloon Fight simuliert. Für die Micro-Game-Version benötigt man einen Wii Remote und für die 3D-Variante zusätzlich den Nunchuk.
In der originalen Demo des Prototyps von Yoshi Touch & Go hat das Spiel den Titel Yoshi’s Balloon Trip. Im Touch-Modus des Spiels Tetris DS spielt die Musik von Balloon Fight.
Am 12. April 2007 veröffentlichte Club Nintendo Tingle’s Balloon Fight für Nintendo DS, ein exklusives Spiel mit Tingle in der Hauptrolle, einem Nintendo-Charakter aus der Serie The Legend of Zelda. Das Spiel ist eine Neufassung der Home-Version, das die klassischen Modi Balloon Fight und Balloon Trip beinhaltet. Die Levels sind auf beide Bildschirme expandiert, ähnlich der Arcade-Version aber mit den Levels der Home-Version. Durch Erledigen von bestimmten Aufgaben konnte man eine Galerie mit konzeptuellen Illustrationen freischalten.
Der Balloon Fighter erscheint auch im Spiel Super Mario Maker als ein freischaltbares Mystery-Mushroom-Kostüm, welches als Teil eines Updates veröffentlicht wurde.
Balloon Fight wurde als Teil von Nintendos Virtual Console wiederveröffentlicht. Am 8. Juni 2007 erschien es in Europa, danach am 16. Juli 2007 in Nordamerika und am 12. November 2007 in Japan. Außerdem wurde Balloon Fight als Teil des Botschafter-Programmes für den Nintendo 3DS im September 2011 publiziert.
Im Nintendo Land steht eine Attraktion namens Balloon Trip Breeze, welches sehr an das Balloon Trip vom originalen Balloon Fight erinnert.
Das Spiel wurde außerdem auch für die Wii U Virtual Console veröffentlicht. Als Teil einer Werbeaktion für das dreißigjährige Jubiläum seit der Herausgabe der Nintendo Konsole NES gab es Balloon Fight zwischen 23. Januar 2013 und 23. Februar 2013 für $0.30 in Nordamerika zu kaufen. Balloon Fight war der erste Titel der Wii-U-Virtual-Console-Spiele. Falls Balloon Fight für die Wii Virtual Console erstanden wurde, kostet die Transferierung für die Wii U Virtual Console $1.00. Der reguläre Preis nach dem Start des Virtual-Console-Services beträgt $4.99.

### Liste der Serie, Portierungen und Fortsetzungen
| Name                          | Veröffentlichung in Japan | Veröffentlichung in den Vereinigten Staaten | Veröffentlichung in Europa | Genre               | System                |
| ----------------------------- | ------------------------- | ------------------------------------------- | -------------------------- | ------------------- | --------------------- |
| Vs. Balloon Fight             | 1984                      | 1984                                        |                            | Action              | Arcade                |
| Balloon Fight                 | 22. Jan. 1985             | Aug. 1986                                   | 15. Dez. 1986              | Action              | NES/Famicom           |
| Balloon Fight                 | Okt. 1985                 |                                             |                            | Action              | PC-88                 |
| Balloon Fight                 | Nov. 1985                 |                                             |                            | Action              | Sharp X1              |
| Balloon Fight (Playchoice-10) |                           | 1985                                        |                            | Action              | Arcade                |
| Balloon Fight                 |                           | 1986                                        | 1986                       | Action              | G&W                   |
| Balloon Kid                   |                           | 5. Okt. 1990                                | 13. Jan. 1990              | Action/Jump 'n' Run | GB                    |
| Balloon Fight GB              | 31. Juli 2000             |                                             |                            | Action/Jump 'n' Run | GBC (NP)              |
| Balloon Fight                 |                           | Okt. 2001                                   |                            | Action              | Sharp Zaurus          |
| Balloon Fight-e               | 16. Sep. 2002             |                                             |                            | Action              | GBA (e-Reader)        |
| Famicom Mini Balloon Fight    | 21. Mai 2004              |                                             |                            | Action              | GBA                   |
| Tingle's Balloon Fight        | Apr. 2007                 |                                             |                            | Action              | DS                    |
| Balloon Fight                 | 13. Nov. 2007             | 16. Juli 2007                               | 8. Juni 2007               | Action              | Wii Virtual Console   |
| Balloon Fight                 | 31. Aug. 2011             | 31. Aug. 2011                               | 31. Aug. 2011              | Action              | 3DS Virtual Console   |
| Balloon Fight                 | 23. Jan. 2013             | 23. Jan. 2013                               | 23. Jan. 2013              | Action              | Wii U Virtual Console |

## Rezeption
Die deutsche Power Play verwies auf die Nähe zum Spieleklassiker Joust und hielt fest, dass die präzise Steuerung viel Fingerspitzengefühl erfordere. Zu zweit mache das Spiel viel Spaß, im Einzelspielermodus sei die Motivation deutlich geringer.